# 朽木元綱
朽木元綱（日语：／ Kutsuki Mototsuna，1549年（天文18年）—1632年10月22日（寬永9年8月29日）），日本戰國時代後期至江戶時代初期武將、大名、寄合旗本。官位：河內守。父親是朽木晴綱。母親為飛鳥井雅綱之女。兒子有宣綱、友綱、稙綱，女兒為堀直政之妻。

## 生涯
天文19年（1550年），父親戰死，兩歲的元綱繼承家督。天文22年（1553年），元綱藏匿被三好三人眾之一的三好長慶追放的室町將軍足利義輝。
永祿9年（1566年），浅井長政進攻高島郡，元綱送出人質請和。永禄11年（1568年）12月，與浅井久政及長政父子交換請文，但不久後破棄。
元龜元年（1570年），受到朝倉義景的攻擊時，元綱被松永久秀說服協助織田信長往京都方向撤退。
天正元年（1573年），元綱在朝倉一族被信長剿滅後出仕織田家，成為信長部下磯野員昌的部將，後仕於津田信澄。天正7年（1579年），代官職務遭到罷免，自此不再受到信長優厚待遇。
元綱在信長死後出仕秀吉，擔任伊勢安濃郡及近江高島郡内的藏入地代官一職，之後也有出陣小田原征伐，認功受封朽木谷兩萬石。
慶長5年（1600年），關原之戰之時與大谷吉繼一樣投向西軍一方，但在小早川秀秋倒戈後，與小川祐忠、赤座直保及脇坂安治一同倒向東軍。戰後，被以事前沒有表明站在東軍一方為理由減封9550石，仍保有大名職權。
元和2年（1616年），剃髮出家，法號牧齋，不久於朽木谷去世，享年84歲。
元綱死後，領地被宣綱、友剛、植綱三子分割，因此而失去大名資格，被降為旗本（6,300餘石）。之後三子稙綱受到第三代將軍德川家光的信賴而成為大名（福知山藩），子孫重新得勢。